# Lijst van rijksmonumenten in Peel en Maas
De gemeente Peel en Maas telt 64 inschrijvingen in het rijksmonumentenregister. Hieronder een overzicht.

## Baarlo
De plaats Baarlo telt 18 inschrijvingen in het rijksmonumentenregister. Zie Lijst van rijksmonumenten in Baarlo voor een overzicht.

## Grashoek
De plaats Grashoek telt 1 inschrijving in het rijksmonumentenregister.
| Object                              | Oorspronkelijke functie? | Bouwjaar      | Architect | Locatie | Coördinaten?                  | Nr.?  | Afbeelding  |
| ----------------------------------- | ------------------------ | ------------- | --------- | ------- | ----------------------------- | ----- | ----------- |
| Terrein waarin sporen van begraving | Archeologisch monument   | Romeinse tijd |           |         | 51° 21' 19" NB, 5° 56' 41" OL | 45564 | Upload foto |

## Helden
De plaats Helden telt 5 inschrijvingen in het rijksmonumentenregister.
| Object                                                                                                  | Oorspronkelijke functie?  | Bouwjaar                 | Architect | Locatie           | Coördinaten?                  | Nr.?   | Afbeelding        |
| --- | ------------------------- | ------------------------ | --------- | ----------------- | ----------------------------- | ------ | ----------------- |
| Wegkruis                                                                                                | Gedenkteken               | 18e eeuw (trant)         |           | Egchelseweg 12    | 51° 19' 23" NB, 5° 58' 16" OL | 21379  | Upload foto       |
| Pomp | Straatmeubilair           | 1865                     |           | Mariaplein bij 1  | 51° 19' 15" NB, 5° 59' 58" OL | 525611 | Pomp              |
| Sint-Lambertuskerk                                                                                      | Kerk en kerkonderdeel     | 15e eeuw                 |           | Mariaplein 22     | 51° 19' 11" NB, 6° 0' 2" OL   | 21381  | Meer afbeeldingen |
| Negentien graftekens, waarvan vijftien uitgevoerd in hardsteen en vier in leisteen                      | Begraafplaats en -onderdl | 17e eeuw                 |           | Mariaplein bij 22 | 51° 19' 10" NB, 6° 0' 2" OL   | 392471 | Upload foto       |
| Terrein waarin sporen van bewoning uit het Neolithicum, alsmede een vermoedelijk middeleeuws walsysteem | Archeologisch monument    | Neolithicum/Middeleeuwen |           |                   | 51° 17' 51" NB, 5° 59' 57" OL | 45566  | Upload foto       |
| Transformatorgebouw                                                                                     | Nutsbedrijf               | 1933                     |           | Molenstraat bij 2 | 51° 19' 38" NB, 6° 0' 7" OL   | 525612 | Upload foto       |

## Kessel
De plaats Kessel telt 12 inschrijvingen in het rijksmonumentenregister. Zie Lijst van rijksmonumenten in Kessel voor een overzicht.

## Kessel-Eik
De plaats Kessel-Eik telt 3 inschrijvingen in het rijksmonumentenregister. Zie Lijst van rijksmonumenten in Kessel voor een overzicht.
| Object                        | Oorspronkelijke functie? | Bouwjaar             | Architect       | Locatie            | Coördinaten?                 | Nr.?   | Afbeelding        |
| ----------------------------- | ------------------------ | -------------------- | --------------- | ------------------ | ---------------------------- | ------ | ----------------- |
| Straterhof                    | Woonhuis                 | 1660 (ankersjaartal) |                 | Karreweg-Zuid 36   | 51° 16' 45" NB, 6° 1' 31" OL | 23645  | Straterhof        |
| Oude Kapel                    | Kapel                    | 17e eeuw             |                 | Maasstraat 28      | 51° 16' 47" NB, 6° 1' 20" OL | 23646  | Meer afbeeldingen |
| Voormalige los- en laadplaats | Waterweg, werf en haven  | 1857                 | Rijkswaterstaat | Kanaaldijk 1 (bij) | 51° 16' 36" NB, 6° 0' 32" OL | 525620 | Upload foto       |

## Koningslust
De plaats Koningslust telt 1 inschrijving in het rijksmonumentenregister.
| Object                   | Oorspronkelijke functie? | Bouwjaar  | Architect | Locatie | Coördinaten?                  | Nr.?  | Afbeelding  |
| ------------------------ | ------------------------ | --------- | --------- | ------- | ----------------------------- | ----- | ----------- |
| Terrein waarin urnenveld | Archeologisch monument   | IJzertijd |           |         | 51° 21' 60" NB, 5° 58' 32" OL | 45565 | Upload foto |

## Maasbree
De plaats Maasbree telt 7 inschrijvingen in het rijksmonumentenregister.
| Object | Oorspronkelijke functie?  | Bouwjaar                                                      | Architect | Locatie                      | Coördinaten?                 | Nr.?   | Afbeelding                        |
| --- | ------------------------- | ------------------------------------------------------------- | --------- | ---------------------------- | ---------------------------- | ------ | --------------------------------- |
| O.L. Vrouwekapel, gebouwtje met driezijdige sluiting, hoeksteunberen en een gezwenkte façade; korfboogpoortje, ronde vensters en geprofileerde daklijst | Kapel                     | vierde kwart 17e eeuw                                         |           | Venloseweg t o 125, Maasbree | 51° 21' 52" NB, 6° 4' 41" OL | 26540  | Meer afbeeldingen                 |
| Terrein waarin sporen van bewoning en/of begraving en voorts vuursteenvondsten                                                                          | Archeologisch monument    | IJzertijd (bewoning en/of begraving Paleolithicum (vuursteen) |           |                              | 51° 18' 50" NB, 6° 4' 12" OL | 45733  | Upload foto                       |
| Toegangshek en muur begraafplaats | Erfscheiding              | 1911 (herdenkingsplaat)                                       |           | Achter de Hoven bij 13A      | 51° 21' 34" NB, 6° 2' 56" OL | 521975 | Toegangshek en muur begraafplaats |
| Middenpad begraafplaats Maasbree | Begraafplaats en -onderdl | ca. 1960                                                      |           | Achter de Hoven bij 13A      | 51° 21' 34" NB, 6° 2' 56" OL | 521976 | Middenpad begraafplaats Maasbree  |
| Huis van de Loo | Bedrijfs-,fabriekswoning  | 1830-1840                                                     |           | Dorpstraat 25                | 51° 21' 29" NB, 6° 2' 53" OL | 521977 | Meer afbeeldingen                 |
| Vml. Klooster St. Jozef | Klooster, kloosteronderdl | 1902-1903                                                     |           | Op de Kemp 45, Maasbree      | 51° 21' 23" NB, 6° 2' 54" OL | 521979 | Vml. Klooster St. Jozef           |
| St. Antoniuskapelletje | Kapel                     | 19e eeuw                                                      |           | Oude Heldenseweg tegenover 5 | 51° 21' 12" NB, 6° 2' 43" OL | 26526  | Meer afbeeldingen                 |

## Meijel
De plaats Meijel telt 11 inschrijvingen in het rijksmonumentenregister. Zie Lijst van rijksmonumenten in Meijel voor een overzicht.

## Oijen
De plaats Oijen telt 1 inschrijving in het rijksmonumentenregister. 
| Object    | Oorspronkelijke functie? | Bouwjaar                   | Architect | Locatie           | Coördinaten?                 | Nr.?  | Afbeelding        |
| --------- | ------------------------ | -------------------------- | --------- | ----------------- | ---------------------------- | ----- | ----------------- |
| Huis Oyen | Woonhuis                 | 17e eeuw (oudste gedeelte) |           | Karreweg-Noord 13 | 51° 17' 14" NB, 6° 2' 28" OL | 23647 | Meer afbeeldingen |

## Panningen
De plaats Panningen telt 7 inschrijvingen in het rijksmonumentenregister.
| Object                                                                             | Oorspronkelijke functie?  | Bouwjaar  | Architect                  | Locatie           | Coördinaten?                  | Nr.?   | Afbeelding                                                                         |
| ---------------------------------------------------------------------------------- | ------------------------- | --------- | -------------------------- | ----------------- | ----------------------------- | ------ | ---------------------------------------------------------------------------------- |
| Grafmonument Guillon-Engels                                                        | Begraafplaats en -onderdl | 1856      | Henri Leeuw sr.            | Kerkstraat bij 8  | 51° 19' 44" NB, 5° 58' 39" OL | 525607 | Upload foto                                                                        |
| Woonhuis onder met gesmoorde oud-Hollandse pannen gedekt, licht verzonken zadeldak | Woonhuis                  | 1876      |                            | Kerkstraat 4      | 51° 19' 44" NB, 5° 58' 43" OL | 525608 | Woonhuis onder met gesmoorde oud-Hollandse pannen gedekt, licht verzonken zadeldak |
| R.K. Kerk O.L.Vr. van Zeven Smarten                                                | Kerk en kerkonderdeel     | 1930      | H.W. Valk                  | Kerkstraat 5      | 51° 19' 42" NB, 5° 58' 45" OL | 525609 | Meer afbeeldingen                                                                  |
| Kloosterkapel+sacristie+grafkapel                                                  | Klooster, kloosteronderdl | 1907-1913 | Henri Seelen               | Kerkstraat 8      | 51° 19' 44" NB, 5° 58' 39" OL | 525610 | Kloosterkapel+sacristie+grafkapel                                                  |
| Ringovengebouw                                                                     | Industrie                 | 1909      | A. Vostermans              | Ringovenstraat 12 | 51° 19' 44" NB, 5° 58' 21" OL | 525613 | Meer afbeeldingen                                                                  |
| Villa                                                                              | Woonhuis                  | 1865      | F.H. Niessen + J. Bongarts | Steenstraat 6     | 51° 19' 53" NB, 5° 58' 20" OL | 525614 | Villa                                                                              |

Beek ·
Beekdaelen ·
Beesel ·
Bergen ·
Brunssum ·
Echt-Susteren ·
Eijsden-Margraten ·
Gennep ·
Gulpen-Wittem ·
Heerlen ·
Horst aan de Maas ·
Kerkrade ·
Landgraaf ·
Leudal ·
Maasgouw ·
Maastricht ·
Meerssen ·
Mook en Middelaar ·
Nederweert ·
Peel en Maas ·
Roerdalen ·
Roermond ·
Simpelveld ·
Sittard-Geleen ·
Stein ·
Vaals ·
Valkenburg aan de Geul ·
Venlo ·
Venray ·
Voerendaal ·
Weert